# آيت حميد (تيزڭزاوين)
آيت حميد هي إحدى مشيخات المملكة المغربية، تتبع جغرافيا لإقليم تارودانت وإداريًا لتيزڭزاوين. يقدر عدد سكانها بـ 2119 نسمة حسب الإحصاء الرسمي للسكان والسكنى لسنة 2004.